# 源翁心昭
源翁心昭（げんのう しんしょう、あるいは玄翁玄妙（げんのうげんみょう）、能照（のうしょう）、嘉暦4年2月19日（1329年3月20日）- 応永7年1月7日（1400年2月2日））は、南北朝時代の曹洞宗の僧。越後国の出身。号は空外。玉藻前（殺生石）退治伝説で有名。

## 略歴
越後国萩村（現在の新潟県弥彦村大字荻野）で生まれる。16歳の時に同国の陸上寺で出家したが、のちに18歳で曹洞宗總持寺の峨山韶碩に入門した。
その後、伯耆国に退休寺を開創、出羽国の永泉寺、下野国の泉渓寺などの住持となった。1371年には結城氏の招きにより下総国に安穏寺を開創した。1375年に陸奥国会津に赴き、真言宗の慈眼寺を曹洞宗に改宗して示現寺と改めている。
その他にも最禅寺・東光寺・正法寺・冷泉寺・普門院（以上、出羽国）、常在院・慶徳寺（以上、陸奥国）、雲泉寺・慈眼寺・東光寺（以上、越後国）、化生寺（備中国）、玉泉寺（薩摩国）、海蔵寺（鎌倉）、心月院（甲斐国）を開いたと伝わっている。
石川力山、上野徳親は開創寺院のほとんどが山岳修行地に所縁のあることから、彼を山岳修行者ではないかとしている。

### 墓所
分骨墓が茨城県結城市安穏寺に、本墓は福島県喜多方市示現寺にある。

## 伝説
殺生石を退治する逸話は有名であり、大工道具の玄能・玄翁（げんのう、大金槌）の由来となった。伝承によれば、玄翁が殺生石を退治したのは至徳2年（1385年）8月のことであるという。この功績により翌年、後小松天皇より能照法王禅師（法王大寂禅師とも）の号を賜ったという。
この他、自らの因縁に苦しむ毒龍に引導を渡し成仏させたという伝承もある。

## 伝記
- 『源翁禪師傳』（続郡類227）
- 『法王能照禪師塔銘』（天海空広撰、1400年）
- 『源翁大和尚行狀之記』（大仙良碩撰、1429年）